# Lymantria roseicoxa
Lymantria roseicoxa este o specie de molii din genul Lymantria, familia Lymantriidae, descrisă de Sir George Hamilton Kenrick 1914 Conform Catalogue of Life specia Lymantria roseicoxa nu are subspecii cunoscute.